# 巢元方
巢元方（551年—630年），東雍州華陰縣人，隋朝醫學家。曾任太醫署博士，後升太醫令。

## 事迹
大業五年（609年）八月，傳聞開河督都護麻叔謀在寧陵縣開鑿運河，患風逆症，隋煬帝命巢元方前往探視治療。巢元方診斷後認為是風入腠理，病在胸臆，以羊肉為藥食之，藥未盡即病癒。

## 著作
大業六年（610年）主持編撰《諸病源候論》五十卷。该书又名《巢氏病源》，是中医学现存第一部病因学专著，应用导引按摩防治疾病，对67类疾病的病因病机、证候与病情进展进行了详细记载。其中38卷、157候之末附有养生方和导引法，共载有养生方120条、导引法289条。

## 成就
《诸病源候论》总结了魏晋南北朝以来的医疗经验和成就，突破了前人传统的三因学说，对疾病的分类及治疗独辟蹊径，广泛而比较系统地论述了各种疾病的病源与证候，对每种疾病、证候的发生、发展和演变都做了详尽的阐释，对后世医学的发展产生了深远的影响。